# Izabella Scorupco
Izabella Scorupco, właśc. Izabella Dorota Skorupko (ur. 4 czerwca 1970 w Białymstoku) – polsko-szwedzka aktorka, piosenkarka i modelka. Zagrała główne role kobiece m.in. w filmach: GoldenEye (1995),  Ogniem i mieczem (1999),  Władcy ognia (2002) czy  Egzorcysta: Początek (2004).

## Życiorys

### Wczesne lata
Urodziła się w Białymstoku jako córka Magdaleny i Lecha Skorupków. Jej matka była lekarką, a ojciec (zm. 1992) – muzykiem jazzowym. Gdy miała rok, jej rodzice się rozwiedli. W 1978 przeprowadziła się z matką do Szwecji.

### Kariera aktorska
Gdy miała 17 lat, została zauważona przez szwedzkiego reżysera Staffana Hildebranda, który zaangażował ją do melodramatu Nikt tak nie kocha jak my (Ingen kan älska som vi, 1988).
W 1995 zagrała Natalię Simonową w 17. filmie o przygodach agenta Jamesa Bonda GoldenEye z debiutującym w głównej roli agenta 007 Pierce’em Brosnanem. Rola zapewniła jej międzynarodową rozpoznawalność.
Zagrała Helenę Kurcewiczównę w adaptacji powieści Henryka Sienkiewicza Ogniem i mieczem (1999) w reżyserii Jerzego Hoffmana. Następnie wystąpiła w hollywoodzkich produkcjach: filmie sensacyjno-przygodowym Granice wytrzymałości (Vertical Limit, 2000) u boku Chrisa O’Donnella, Robin Tunney, Stuarta Wilsona i Scotta Glenna, thrillerze fantasy sci-fi Władcy ognia (Reign of Fire, 2002) z Christianem Bale, Matthew McConaugheyem i Gerardem Butlerem oraz horrorze Egzorcysta: Początek (Exorcist: The Beginning, 2004) przy boku Jamesa D’Arcy’ego i Stellana Skarsgårda.

### Kariera w modelingu
Mając 17 lat zaczęła pracować dla agencji Eileen Ford Modeling. Jej zdjęcia zostały opublikowane we włoskim wydaniu magazynu „Vogue”, a także w innych magazynach, m.in. „Frida”, „Cafe”, „Elle”, „Vecko Revyn”, „Tove”, „Plaza Kvinna”, „Glamour” i „Stuff”. W 1999 została twarzą szwedzkiej firmy kosmetycznej Oriflame. W 2001 pozowała nago do polskiej edycji „CKM”.
W Polsce reklamowała kosmetyki marki Oriflame oraz Irena Eris. Razem z modelką Emmą Wiklund reklamowały koncerny Lindex Lingerie, Åhléns, Tiffany & Co. Jest współzałożycielką fabryki odzieżowej Z Bogini.
W 2012 współprowadziła drugi sezon programu rozrywkowego TV3 Top Model Sverige, w którym była również jurorką.

### Kariera muzyczna
W 1989 nagrała singiel  pt. „Substitute”, który  rozszedł się w nakładzie miliona sprzedanych egzemplarzy i przyniósł jej złotego singla. W 1991 nagrała debiutancki album studyjny, zatytułowany Iza, który został wydany w 1992 nakładem wytwórni Virgin Records. Płytę promowała singlem „Shame, Shame, Shame”, do którego zrealizowała teledysk. W 2011 zaśpiewała gościnnie w utworze „Jag har dig nu” szwedzkiego piosenkarza Petera Jöbacka, a także wystąpiła w teledysku do piosenki.

## Życie prywatne
14 lipca 1996 wyszła za hokeistę Mariusza Czerkawskiego, z którym ma córkę Julię (ur. 1997). W 1998 doszło do rozwodu. 30 grudnia 2003 poślubiła amerykańskiego PR-owca Jeffreya Reymonda, z którym ma syna Jacoba Martina (ur. 24 lipca 2003). W 2015 się rozwiodła. 5 października 2019 wyszła za szwedzkiego przedsiębiorcę Karla Rosengrena. Mieszka w Los Angeles.

## Filmografia

### Filmy
- 1988: Nikt nie kocha tak jak my (Ingen kan älska som vi) jako Annelie
- 1995: Det var en mörk och stormig natt jako Petronella
- 1995: Łzy św. Piotra (Petri tårar) jako Carla/Carlo
- 1995: GoldenEye jako Natalia Fiodorowna Siemionowa
- 1999: Ogniem i mieczem jako Helena Kurcewiczówna
- 2000: Granice wytrzymałości (Vertical Limit) jako Monique Aubertine
- 2000: Nurek (Dykaren) jako Irena Walde
- 2002: Władcy ognia (Reign of Fire) jako Alex Jensen
- 2004: Egzorcysta: Początek (Exorcist: The Beginning) jako Sarah
- 2006: Klub Dzikich Kotek (Cougar Club) jako Paige Stack
- 2007: Burza z krańców ziemi (Solstorm) jako Rebecka Martinsson
- 2010: Änglavakt jako Cecilia
- 2014: Miłosne antidotum (Micke & Veronica) jako Veronica
- 2017:  Lunatyczka (Sleepwalker) jako dr Cooper

### Seriale TV
- 1991: V som i viking jako Samotna matka
- 1994: Bert jako Zindy Dabrowski
- 2001: Ogniem i mieczem jako Helena Kurcewiczówna
- 2005: Agentka o stu twarzach (Alias) seria IV, odcinek 15; jako Sabina
- 2019: Ukryci: Pierworodny (Hidden: Förstfödd) jako Eldh
- 2023: Królowe Djursholm (Barracuda Queens) jako Margareta Millkvist

## Dyskografia
Albumy
| Rok  | Tytuł                                                    | Pozycja na liście |
| Rok  | Tytuł                                                    | SWE               |
| ---- | -------------------------------------------------------- | ----------------- |
| 1991 | Iza - Data: 1991 - Wydawca: Virgin Records International | 11                |

Single
| Rok                            | Tytuł                     | Pozycja na liście | Pozycja na liście | Pozycja na liście | Pozycja na liście | Pozycja na liście | Certyfikat         | Album          |
| Rok                            | Tytuł                     | SWE               | AUT               | NLD               | NOR               | CHE               | Certyfikat         | Album          |
| ------------------------------ | ------------------------- | ----------------- | ----------------- | ----------------- | ----------------- | ----------------- | ------------------ | -------------- |
| 1990                           | „Substitute”              | 3                 | –                 | –                 | –                 | –                 |                    | Iza            |
| 1991                           | „Brando Moves”            | 37                | –                 | –                 | –                 | –                 |                    | Iza            |
| 1991                           | „I Write You A Love Song” | 10                | –                 | –                 | –                 | –                 |                    | Iza            |
| 1992                           | „Shame, Shame, Shame”     | 3                 | 22                | 7                 | 2                 | 39                | - SWE: złota płyta | Iza (reedycja) |
| „–” pozycja nie była notowana. |                           |                   |                   |                   |                   |                   |                    |                |